# Cutting Class
Cutting Class (v anglickém originále Cutting Class) je americká filmová komedie z roku 1989. Režisérem filmu je Rospo Pallenberg. Hlavní role ve filmu ztvárnili Donovan Leitch, Jill Schoelen, Brad Pitt, Roddy McDowall a Martin Mull.

## Obsazení
| Donovan Leitch  | Brian Woods        |
| Jill Schoelen   | Paula Carson       |
| Brad Pitt       | Dwight Ingalls     |
| Roddy McDowall  | pan Dante          |
| Martin Mull     | William Carson III |
| Brenda James    | Colleen            |
| Mark Barnet     | Gary               |
| Robert Glaudini | Shultz             |